# Loxophlebia multicincta
Loxophlebia multicincta är en fjärilsart som beskrevs av Paul Dognin. Loxophlebia multicincta ingår i släktet Loxophlebia och familjen björnspinnare. Inga underarter finns listade i Catalogue of Life.